# Гершкович, Хаим
Хаим Гершкович (1886, Одесса — 20 августа [2 сентября] 1905 Шлиссельбург, Санкт-Петербургская губерния) — российский революционер, член Партии социалистов-революционеров, в возрасте 19 лет казнён за вооруженное сопротивление полиции.

## Биография

### Детство
Родился в 1886 году в Одессе в бедной еврейской семье. Отец Гершковича умер, когда ему было меньше года, мать осталась одна с тремя маленькими детьми. Детство Гершковича прошло в тяжелой атмосфере нищеты. Чтобы прокормить семью, мать бралась за любые работы, а из-за недоедания регулярно падала в голодные обмороки. Когда Гершковичу было три года,  приставы забрали за долги у семьи всё имущество, вплоть до кровати, на которой они спали. Из-за недостаточного питания болел рахитом.
В семь лет Гершкович пошёл работать на спичечную фабрику, где с утра до вечера вместе с другими детьми клеил спичечные коробки, получая за это 15 копеек в неделю. Затем с семи до десяти лет развешивал чай на чайной фабрике Высоцкого. На одиннадцатом году жизни поступил учеником в столярную мастерскую, однако из-за слабого здоровья не смог там надолго задержаться.
В детстве часто подвергался травле из-за своего еврейского происхождения. У Гершковича не было времени для детских игр, он не бывал на природе, а «настоящее широкое, бесконечное поле» впервые увидел в 17 лет из окна арестантского вагона. Подобную ситуацию видел и у других бедных еврейских детей, вынужденных с малолетства работать и «тянуть свою проклятую лямку, полную муки, тоски, колотушек и побоев».
Не получил систематического образования, но вслед за старшим братом начал проявлять интерес к чтению. Читал И. С. Тургенева, Д. В. Григоровича, Л. Н. Толстого, Э. Беллами, особенно увлекался романом Ф. Шпильгагена «Один в поле не воин». Вспоминал, что «окружающая жизнь была до того страшна, что у меня явилась потребность в иной более светлой жизни», которую находил в книгах.
В юности увлекался толстовством, практиковал принципы нравственного самоусовершенствования и непротивления злу насилием.
Под влиянием старшего брата, примкнувшего к рабочему движению, стал интересоваться социалистическими идеями.
Гершкович писал, что воспоминания детства выработали в  нём непобедимую ненависть и отвращение «к нужде, к страданиям, к унижениям, и к тем людям, в которых я впоследствии увидел причину этих унижений». Его социальное происхождение ставило его в положение вечного раба, который вынужден работать «без конца, без отдыха... работать, когда хочется спать, кушать», не имеет в жизни свободного времени и возможности реализовать свои физиологические и духовные потребности.
Много размышлял над окружающей его жизнью, и пришёл к выводу, что причинами нищеты и угнетения являются  сложившиеся в стране социально-экономические отношения,  которые необходимо менять.

### Революционная деятельность
После ареста старшего брата окончательно решил посвятить свою жизнь революционной деятельности. В 15 лет Гершковичу удалось убедить товарищей, несмотря на молодой возраст, принять его в Южную партию социалистов-революционеров, которая позже стала частью Партии социалистов-революционеров. Как писал Гершкович в автобиографии, к этому времени он уже не чувствовал себя молодым человеком, потому что «успел… так узнать жизнь, как многие старые люди не знают её».
За четыре года революционной деятельности дважды сидел в тюрьме по политическим процессам (первый раз год, второй — 13 месяцев), а также побывал в ссылке. Впервые был арестован в 16 лет за участие в демонстрации. Во время заключения активно участвовал в тюремных беспорядках и голодовках, за что был переведён из одесской в воронежскую тюрьму, откуда вышел весной 1903 года. 
В 1904 году был сослан на пять лет в Архангельскую губернию. Прожив в ссылке полгода, через Швецию бежал в Лондон.
В 1905 году за границей сблизился с руководством партии эсеров. В начале Первой русской революции центральным комитетом партии было решено учредить особую организацию в целях вооружения и боевой подготовки народных масс. Создать и возглавить эту организацию должен был П. М. Рутенберг. В помощники ему были назначены А. А. Севастьянова, техник Борис Горинсон и Хаим Гершкович, рекомендованный старым народником Н. В. Чайковским. По воспоминаниям Б. В. Савинкова, перед группой Рутенберга были поставлены следующие задачи: приготовить в Санкт-Петербурге квартиры для складов оружия, получить от членов армянской партии «Дашнакцутюн» транспорт бомб, выяснить возможность экспроприации в арсеналах, найти возможность покупки оружия в России и за границей, для чего, в частности, была направлена экспедиция корабля «Джон Графтон». Когда организация наберёт новых членов и окрепнет в Петербурге, предполагалось расширить её деятельность на всю Россию.
Для осуществления этих планов Гершкович, Рутенберг, Горинсон и Севастьянова нелегально вернулись в Россию.
В Петербурге параллельно с революционной работой начал писать художественную прозу.

### Арест, суд и казнь
30 июня 1905 года во время обыска у его знакомой Кохомской Гершкович, находящийся в это время в квартире, оказал полиции вооруженное сопротивление. Из револьвера он легко ранил двух человек, пытался бежать, но был схвачен. На следствии отказался назвать себя и давать показания. Свой поступок он объяснил тем, что не намеревался убивать полицейских, а стрелял «лишь с целью прогнать их из квартиры, и ответить насилием на то насилие, которое они произвели, войдя в эту квартиру для обыска».
18 июля 1905 года Гершковича судили Военно-окружным судом в Петропавловской крепости. На суде назвал своё имя и возраст — 19 лет. Несмотря на то, что заявление Гершковича открывало по делу новые обстоятельства и дело должно было быть направлено на доследование, суд отказался от исследования вопроса о возрасте Гершковича. За вооруженное сопротивление чинам полиции при исполнении ими служебных обязанностей Гершкович на том же заседании был приговорён к смертной казни через повешение. Генерал-губернатор Санкт-Петербурга Д. Ф. Трепов утвердил приговор. Подавать прошение о помиловании Гершкович отказался.
Гершкович не ожидал от властей справедливого приговора и предполагал, что своё решение они могут пересмотреть только под давлением революционных событий . Действительно, после всеобщей октябрьской стачки Николай II подписал манифест и указ об амнистии политических заключённых, отменяющий подобные смертные приговоры, но Гершкович под его действие попасть не успел.
В крепости Гершкович написал автобиографию и прощальное письмо к матери. Он признавался в любви к жизни, писал о желании жить, но говорил, что воспринимает свою смерть спокойно, потому что умирает за собственные идеалы и видит моральное превосходство над врагами:

Я умираю за то, что не хотел быть рабом, вечно тянуть своё ярмо и смотреть, как рядом со мной также тянут его миллионы людей, миллионы, которые могли бы быть свободны, которые имеют право на свободу и на всё окружающее, как всякий живой человек имеет право на это.  У меня было настолько сил, что я не побоялся смерти, что перенёс два раза тюрьму и ссылку, и что я явился на суд перед своими палачами спокойным, гордым и смелым и таким же… пойду на эшафот… 
…теперь, когда мне приходится расставаться со стольким милым и дорогим, у меня не явилась ни одна слеза, ни одно малодушное чувство…  я вполне спокоен и даже счастлив. Мне бы хотелось, чтобы ты также взглянула на мою смерть моим взглядом.— Х. Гершкович, прощальное письмо к матери.

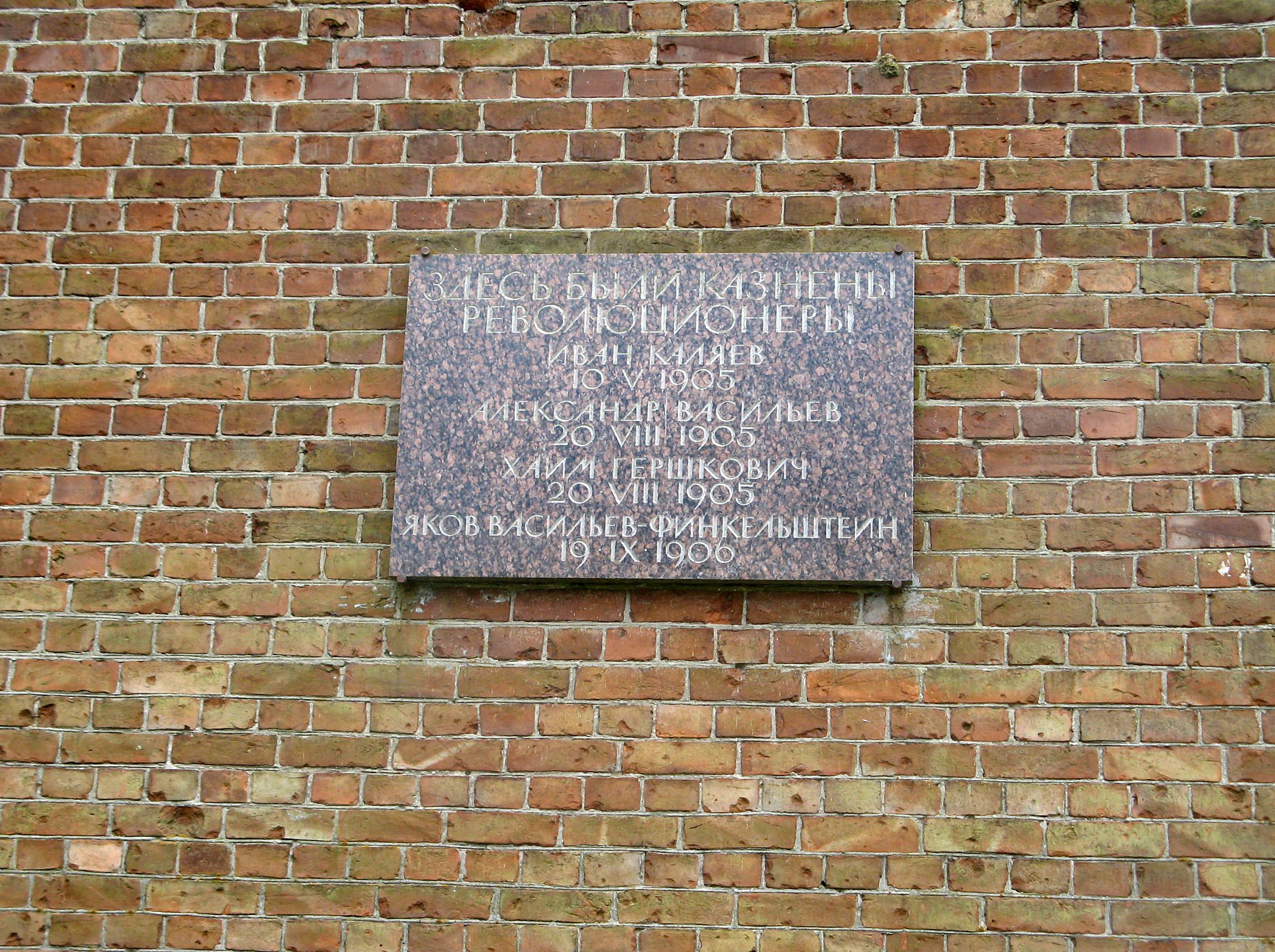
Мемориальная доска на месте казни Хаима Гершковича в Шлиссельбурге

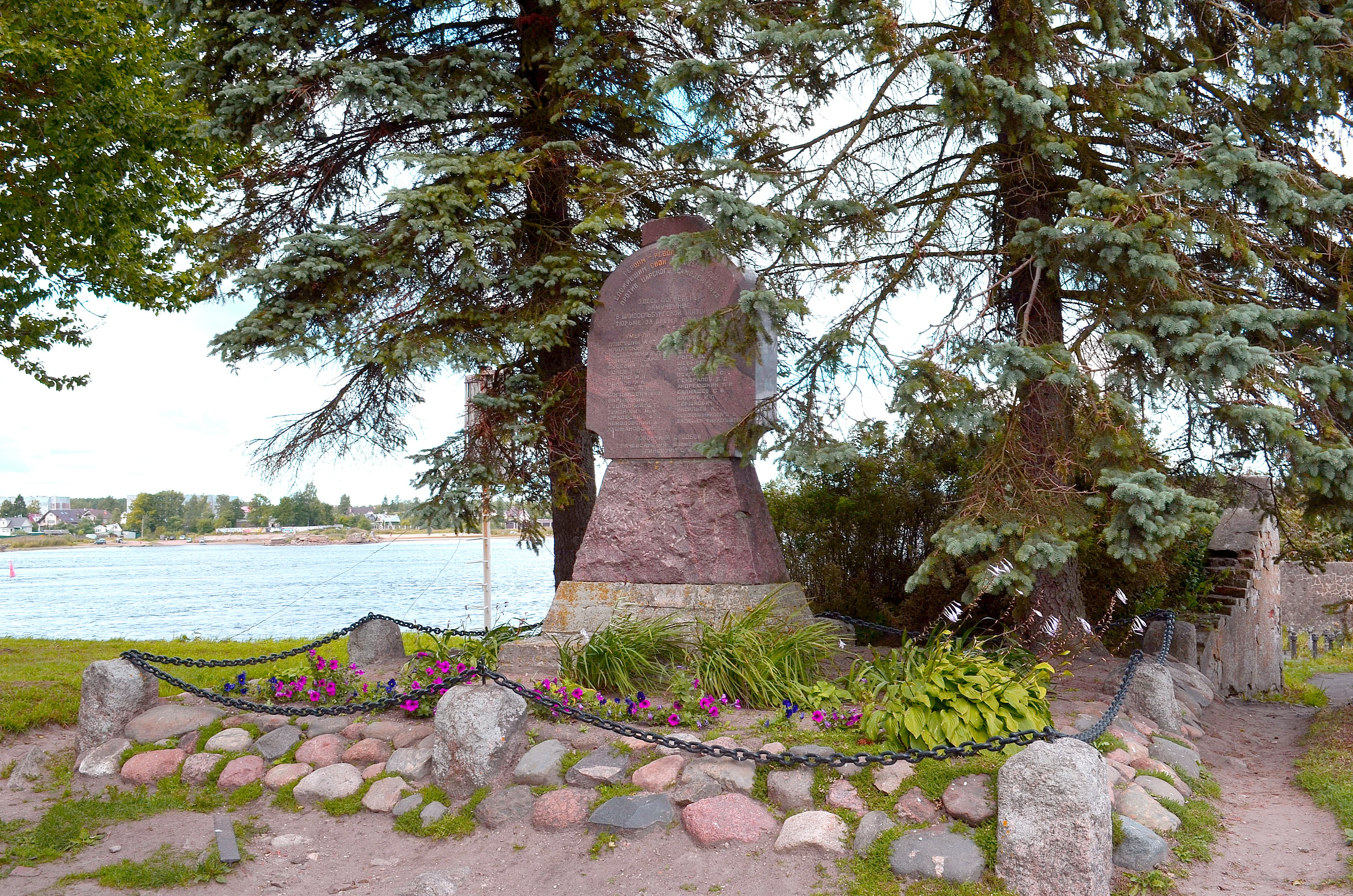
Памятник революционерам, погибшим в Шлиссельбургской крепости в 1884—1906 годах. Поставлен на месте общей могилы революционеров. На памятнике 34 имени, в том числе имя Гершковича

19 августа 1905 года Гершковича доставили на место казни в Шлиссельбургскую крепость, где его и другого приговорённого — рабочего А. Васильева уже дожидался палач из уголовных арестантов А. И. Филипьев.
Гершковичу объявили о казни только за несколько часов до неё ночью 20 августа 1905 года. Он спокойно выслушал слова прокурора и сказал: «Прекрасно». В отличие от большинства других революционеров, смог на эшафоте произнести речь:

Уже под виселицей с петлёй на шее, воспользовался оплошностью палача, не накинувшего ему сразу на голову капюшон, и обратился к стоявшим возле эшафота должностным лицам со словами:
«Вы пришли посмотреть, как я буду умирать? Я умру спокойно, но скоро настанет время, когда народ…»

«Делай своё дело!», прервал его слова окрик коменданта. Палач в один миг накинул на лицо капюшон и затянул петлю; речь Гершковича осталась недоговорённой, но произнесены были последние слова Гершковича спокойным, ровным и громким голосом.— свидетельство очевидца, цитата из журнала «Былое».
Похожую картину казни, ссылаясь на рассказы свидетелей-жандармов, приводит в воспоминаниях один из лидеров Партии социалистов-революционеров Г. А. Гершуни. По полученным им данным, из-за небрежной работы палача казнённый долго мучился, а после повешения врач говорил коменданту, что сердце Гершковича «ещё слегка билось».
Был похоронен в общей могиле на территории крепости.
История жизни и смерти Гершковича вызвала отклик у многих его современников. Художник И. Е. Репин писал, что история Гершковича — это глубочайшая, потрясающая трагедия: 

Этот пария из самых ничтожных отбросов человечества вырастает в полубога Прометея… С независимым гордым обликом божественности умирает он за лучшее, что есть в идее человека; умирает счастливый своим великим положением… Да, в этом 19-летнем мальчике умер великий человек.— И. Е. Репин. Переписка со В. В. Стасовым.

## Политические взгляды
Был убеждённым социалистом. Исторический процесс воспринимал как борьбу угнетённых классов с господствующими:  

После одного какого-нибудь гнёта, устанавливалась другая форма гнёта, быть может, более мягкая, более современная, но это еще не значит, что этот мягкий гнёт менее тягостен, чем прежний, самый варварский, самый ужасный. Но может быть, что люди, которые жили под тем гнётом, не страдали так от него, как мы страдаем от нашего, более легкого гнёта. И известно, что чем более развит человек, тем больше он страдает и мучается хоть малейшим угнетением.— Х. Гершкович, автобиография.
Считал, что основным средством борьбы народа с гнётом и порабощением является революция, восстание, потому что «только сила может победить силу».
Идеальным обществом считал общество социальной справедливости, «когда человек не будет видеть в другом человеке… своего противника, который отнимает у него кусок хлеба, и у которого он стремится отнять кусок хлеба».
Выступал против национализма. После выхода из тюрьмы был поражён новостью о Кишинёвском погроме 1903 года, во время которого при попустительстве властей христиане убили около 50 и ранили около 600 евреев-иудеев. Причинами еврейских погромов в Российской империи считал действия господствующего класса, который направляет ненависть и злобу, накопившуюся у народа на угнетателей, «в совершенно иную сторону», т. е. на евреев, в среде которых «существуют такие же страдания и нужда». Сам Гершкович, являясь атеистом, не различал людей по религиозному признаку и боролся в одинаковой степени за права русских и еврейских рабочих. Считал, что у русских и еврейских рабочих людей общий враг — господствующий класс «со всеми атрибутами своей защиты, как войска, духовенство, полиция, жандармерия… против всех них нужно соединиться для борьбы». Чтобы победить господствующий класс, «нужна сила, а сила рабочего народа в солидарности».